# Megaloodes
Megaloodes politus es una  especie de coleóptero adéfago de la familia Carabidae y el único miembro del género monotípico Megaloodes.